# Kaple svatého Vojtěcha (Senohraby)
Kaple svatého Vojtěcha je novodobá stavba nacházející se v centru obce Senohraby v okrese Praha-východ ve Středočeském kraji.

## Historie
Obyvatelé Senohrab v minulosti dvakrát uvažovali o výstavbě kaple, a to po druhé světové válce v roce 1945 a po roce 1989. Záměr se podařilo zrealizovat v letech 2010–2011. Kaple stojí ve středu obce v blízkosti památné lípy se zvoničkou, obrazem Panny Marie, křížkem a pomníkem věnovaným obětem obou světových válek.
Kaple je zasvěcena svatému Vojtěchovi, jednomu z hlavních zemských patronů. Stavbu navrhl senohrabský architekt Petr Šťastný ml.; autorem výzdoby interiéru a vstupních dveří, kde je naznačen motiv Kristova ukřižování, je senohrabský akademický malíř Michal Tomek.
Kaple byla financována z darů občanů, na vybavení zvonice přispěl Středočeský kraj a Nadace českých památek.
Slavnostní požehnání kaple svatého Vojtěcha se uskutečnilo 19. května 2011. Provedl je pražský arcibiskup a český primas Mons. Dominik Duka OP za přítomnosti hrusického faráře P. Ivana Kudláčka, poříčského faráře P. Martina Janaty, řeckokatolického kněze P. Jána Kočerhy a arcibiskupského ceremoniáře Vojtěcha Mátla. Přítomen byl kromě jiných i farář Církve českobratrské evangelické ze Soběhrd Petr Turecký.

## Spolek Kaple Senohraby
Při stavbě kaple a zejména po jejím dokončení vynikl ze zapojených občanů a příznivců Spolek Kaple Senohraby z.s. Ten se stará o duchovní náplň života v kapli, pořádá různé kulturní a jiné společenské akce. Kromě toho se stará i o údržbu a úpravu kaple, jejího zařízení a okolí.

## Zvon
Zvon, který je zavěšený ve zvonici postavené vedle kaple, nechal za pomoci sponzorů zhotovit Spolek Kaple Senohraby na zakázku. Zvon byl odlit ve zvonařské dílně Jan Šeda (Kovolitectví Jan Šeda) se sídlem v Kostelci nad Orlicí. Nový bronzový zvon je ozdoben symboly svatého Vojtěcha a označen názvem obce. Zvon byl před svým zavěšením do zvonice slavnostně požehnán hrusickým a mnichovickým farářem P. Ivanem Kudláčkem v neděli 8. května 2011. Zvon odbíjí každou celou hodinu. Ve 12.00 a v 18.00 odbíjí zvon klekání.

## Současnost
Kaple je majetkem obce Senohraby, která ji za symbolické nájemné 1 Kč ročně spolku pronajímá.
V kapli se konají pravidelné bohoslužby ve čtvrtek od 18 hodin. Před obdobím pandemie covidu-19 se zde konaly kulturní a společenské akce. Kaple je určena nejen věřícím, ale všem obyvatelům a návštěvníkům Senohrab.
Kaple je dostupná veřejnou dopravou (vlakem i autobusem).